# Equiangolarità
In matematica, l'equiangolarità è la proprietà di alcune forme geometriche di avere tutti gli angoli congruenti.
È una proprietà tipica dei poligoni regolari, ma non solo (si pensi al quadrato e al rettangolo), o in altre curve come la spirale logaritmica.